# イチリ・ピデ

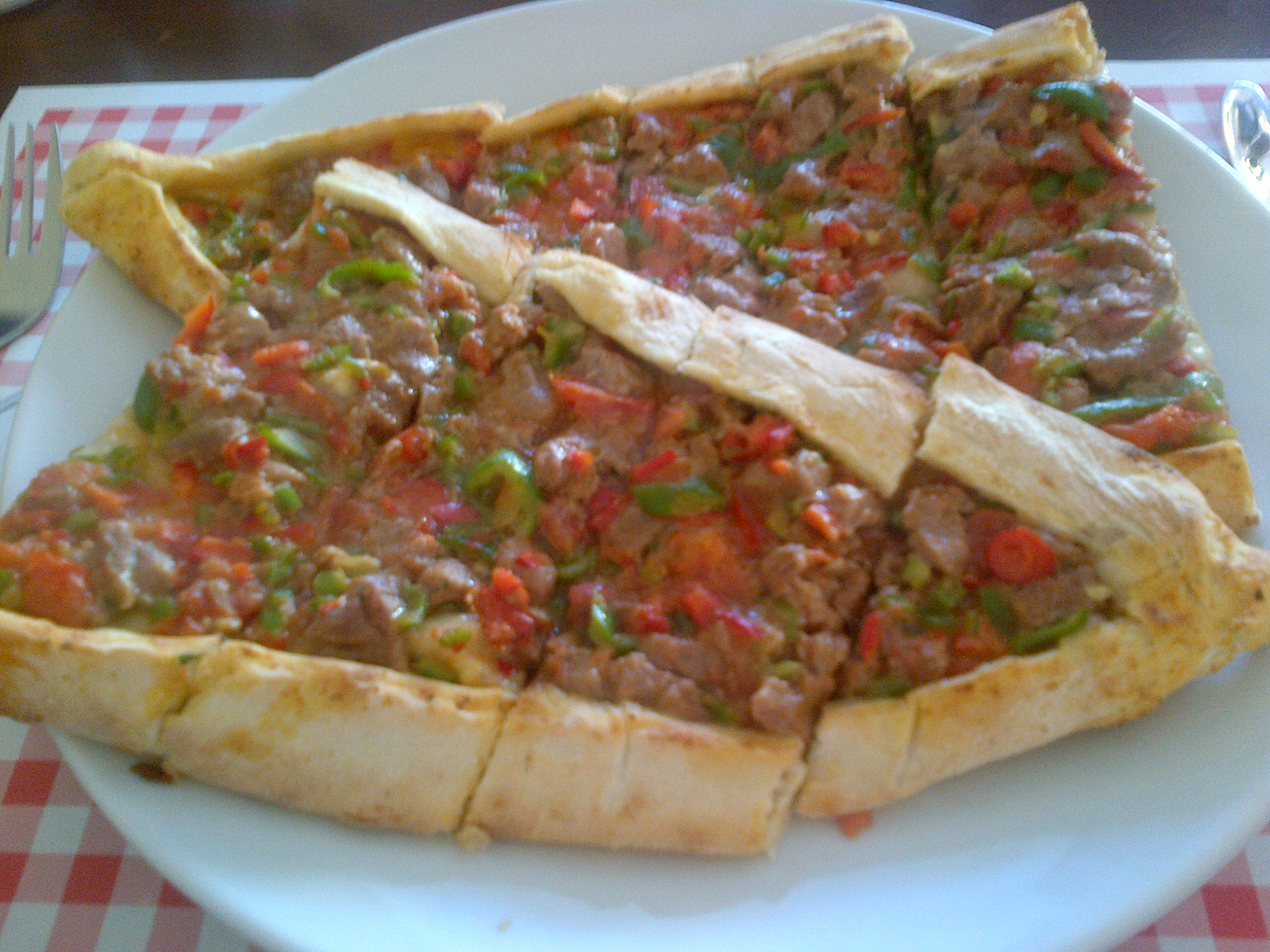
イチリ・ピデの例

イチリ・ピデ（トルコ語: İçli pide）は、トルコ料理の1つ。ピデというトルコのパンに具を乗せたものである。
単に「ピデ」と呼ばれることも多い。日本においてはイチリ・ピデを説明するのに「トルコ風ピザ」と表現されることもある。

## 概要
船形のような細長い形でもちもちとした弾力がある厚手のパン生地に、様々な具をトッピングして焼き上げる。通常は、1つで成人男性が満腹になるくらいの量である。
「イチリ（İçli）」は「中に」という意味があり、様々な具材を船形の生地に乗せて楽しむ料理の総称である。
トルコ全土において、朝食、昼食、夕食に食され、軽食としても食されるような多くの人々に好まれている料理である。
トッピングされる具は、挽肉や卵が特に人気が高く、ホウレンソウもよく使われる。また、サラミや角切りの肉、チーズも使用される具材としてポピュラーである。
イチリ・ピデがイタリアのピザの原型ではないかとも言われている。
なお、ラフマジュンも日本では「トルコピザ」と紹介されるなどイチリ・ピデと似ているが、別料理とされる。

## 地方ごとの特色
イチリ・ピデは地方ごとの個性が強く、例えばイスタンブールなら厚い生地を使うが、コンヤではなら薄い生地が主流といった具合である。

### クイマル・ピデ

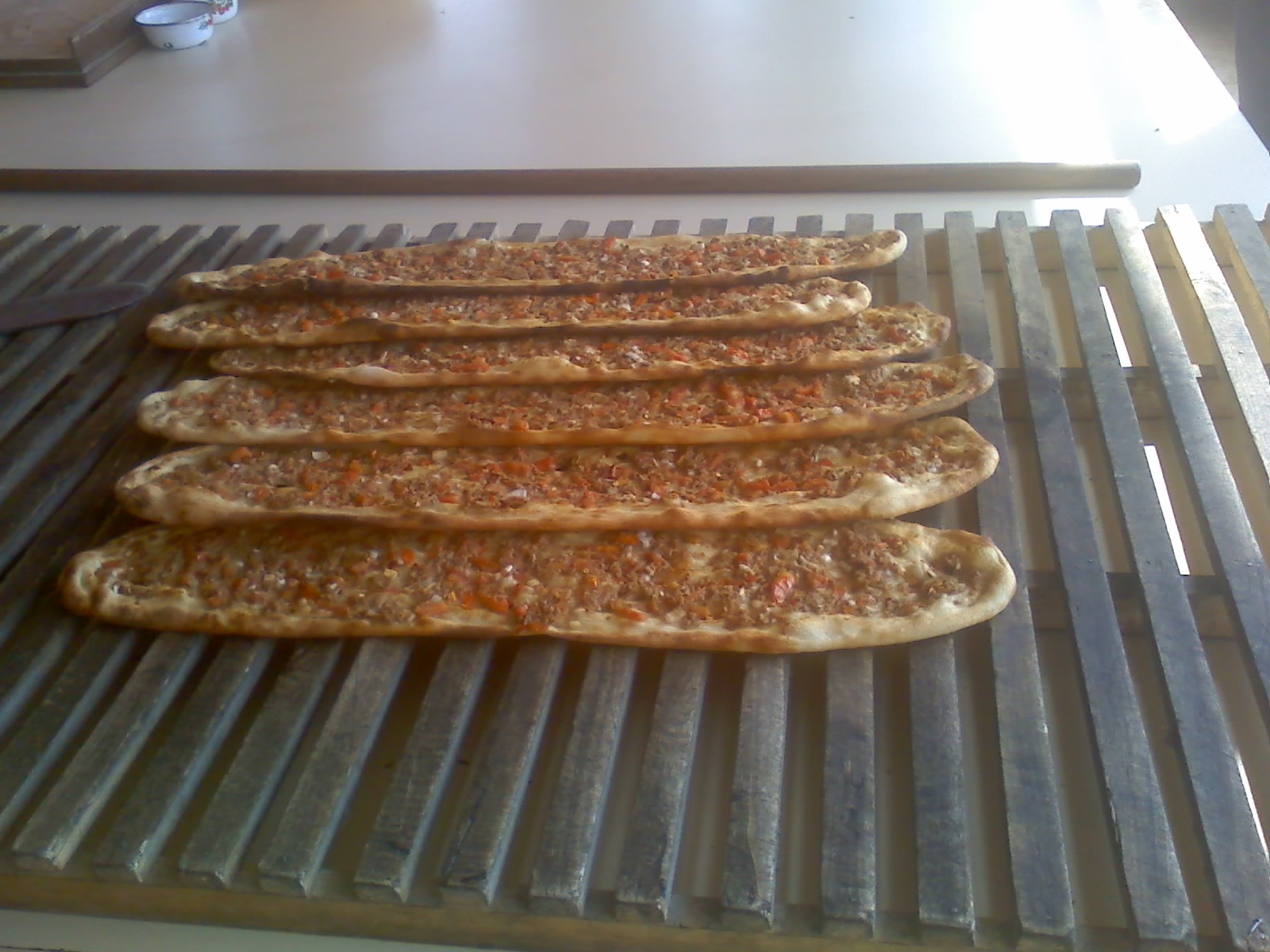
クイマル・ピデの例

クイマル・ピデ（Kiymali Pide）は、挽肉入りのイチリ・ピデ。「クイマル（Kiymali）」はインド料理・パキスタン料理のキーマカレーの「キーマ」の語源ではないかとされる。
挽肉、タマネギ、パセリを炒めて作ったフィリングを乗せ、トマト、シシトウガラシ、塩、胡椒、パプリカパウダー、オリーブオイルなどで調味する。クイマル・ピデはイチリ・ピデの代表的なメニューであり、通常はチーズはくわえられない。
チーズ入りのものはクイマル・ペイニルリ・ピデ（Kiymali Peynirli Pide）と呼ばれ、クイマル・ピデの上に卵を割ってとろっと半熟に焼いたものクイマル・ユムルタル・ピデ（Kiymali Yumurtali Pide）と呼ばれる。

### パストゥルマル・ピデ

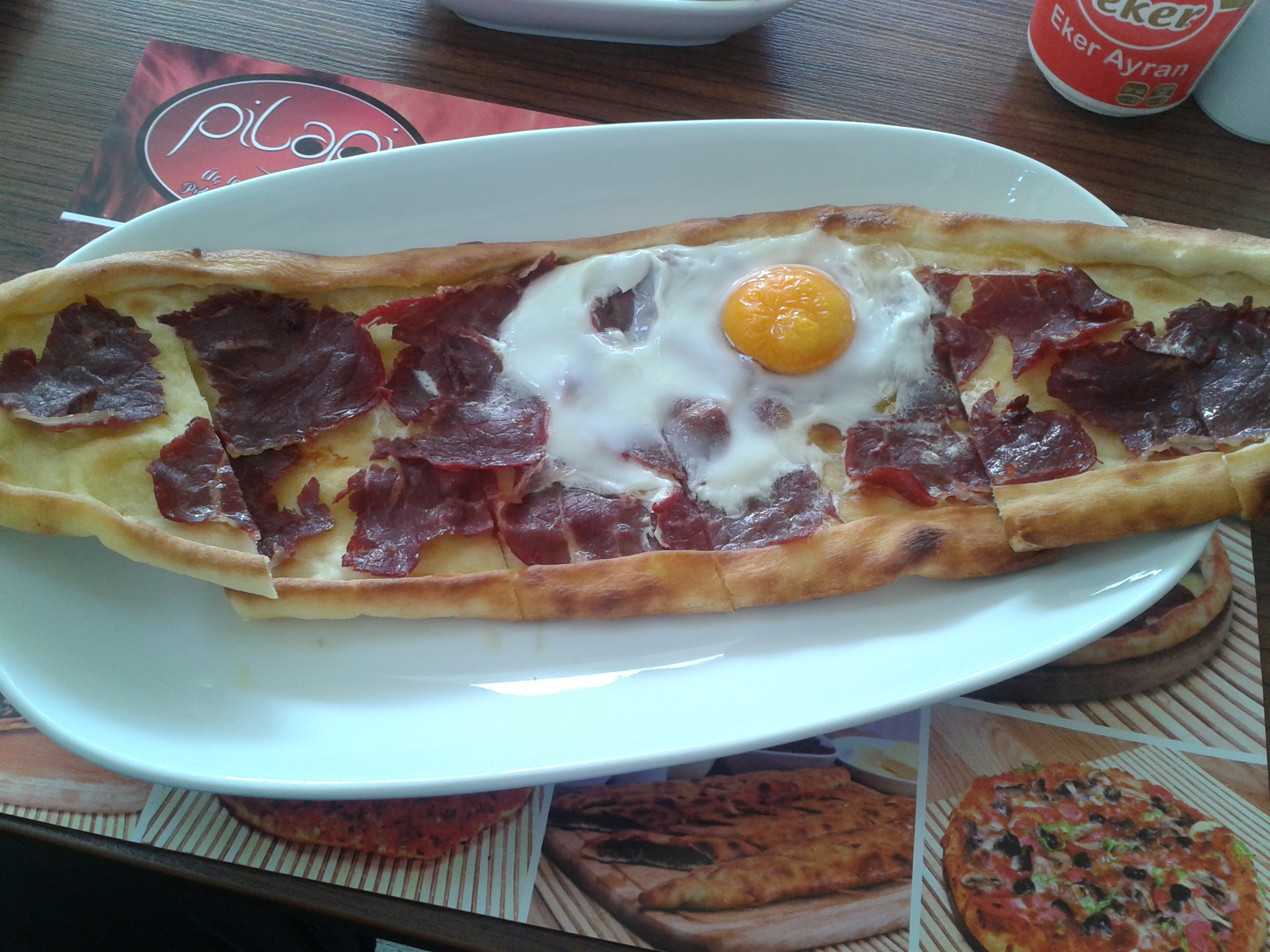
パストゥルマル・ユムルタル・ピデの例

パストゥルマル・ピデ（Pastirmali Pide）は、パストゥルマ（トルコのパストラミ）を乗せたイチリ・ピデ。パストゥルマは、イタリアの生ハム・プロシュットのほうが日本人のイメージには近い。
パストゥルマルは塩分が強めであるため、甘みのあるピデ生地との相性が良いとされる。

### スジュクル・ピデ

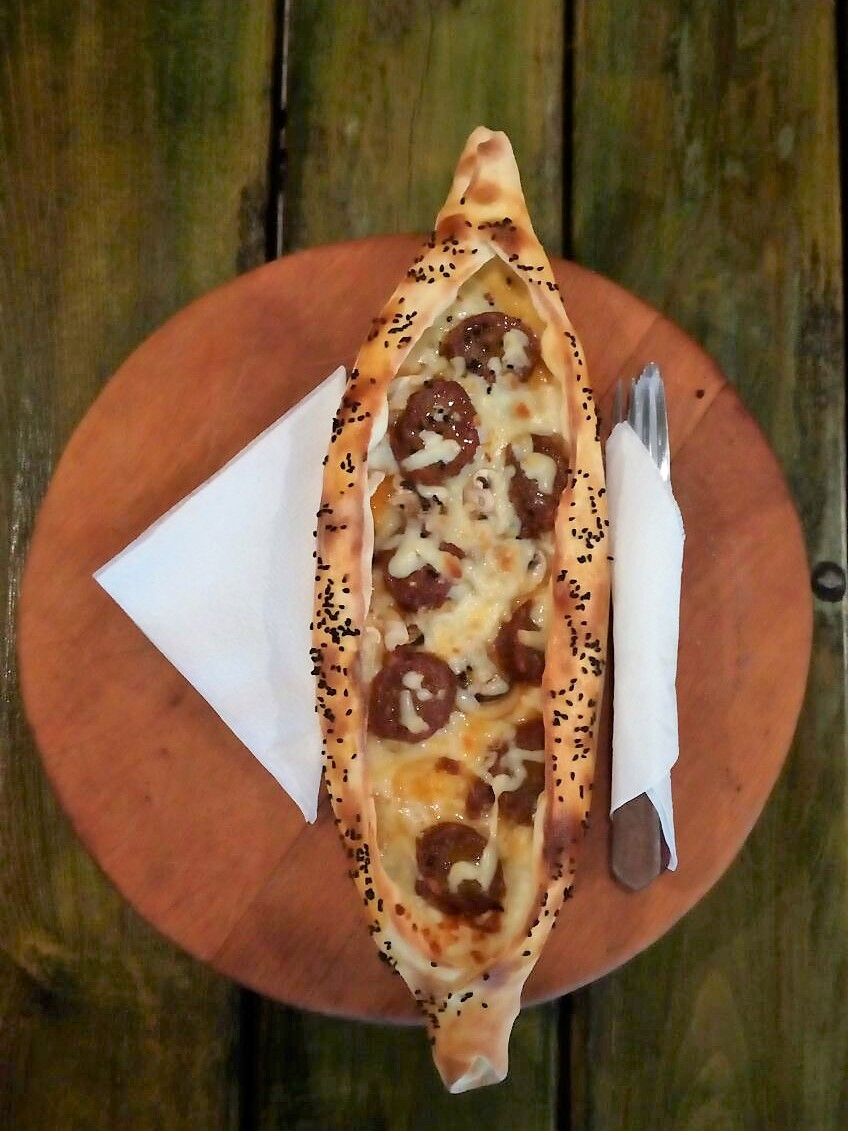
スジュクル・ピデの例

スジュクル・ピデ（Sucuklu Pide）は、スジュク（トルコのサラミ）を乗せたイチリ・ピデ。
「スジュク」は燻製せずに自然乾燥で発酵させ、クミン、パプリカパウダー、ガーリックなどで味付けされている。
チーズがトッピングされることが多い。

### ペイネルリ・ピデ

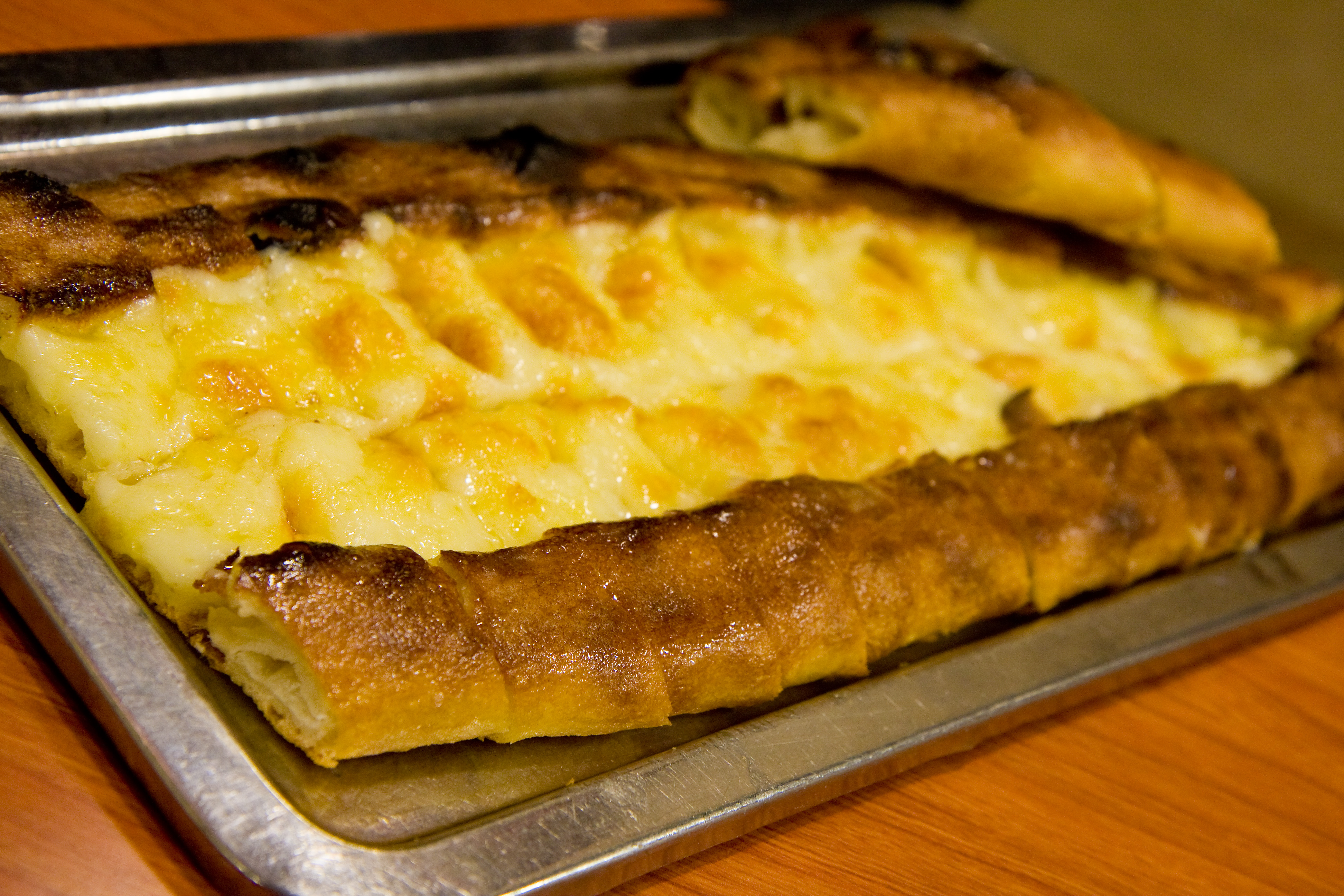
ペイネルリ・ピデの例

ペイネルリ・ピデ（Peynirli Pide）はチーズを乗せたイチリ・ピデ。
使用されるチーズは、トルコの各地方で異なる。

### クシュバシュル・ピデ

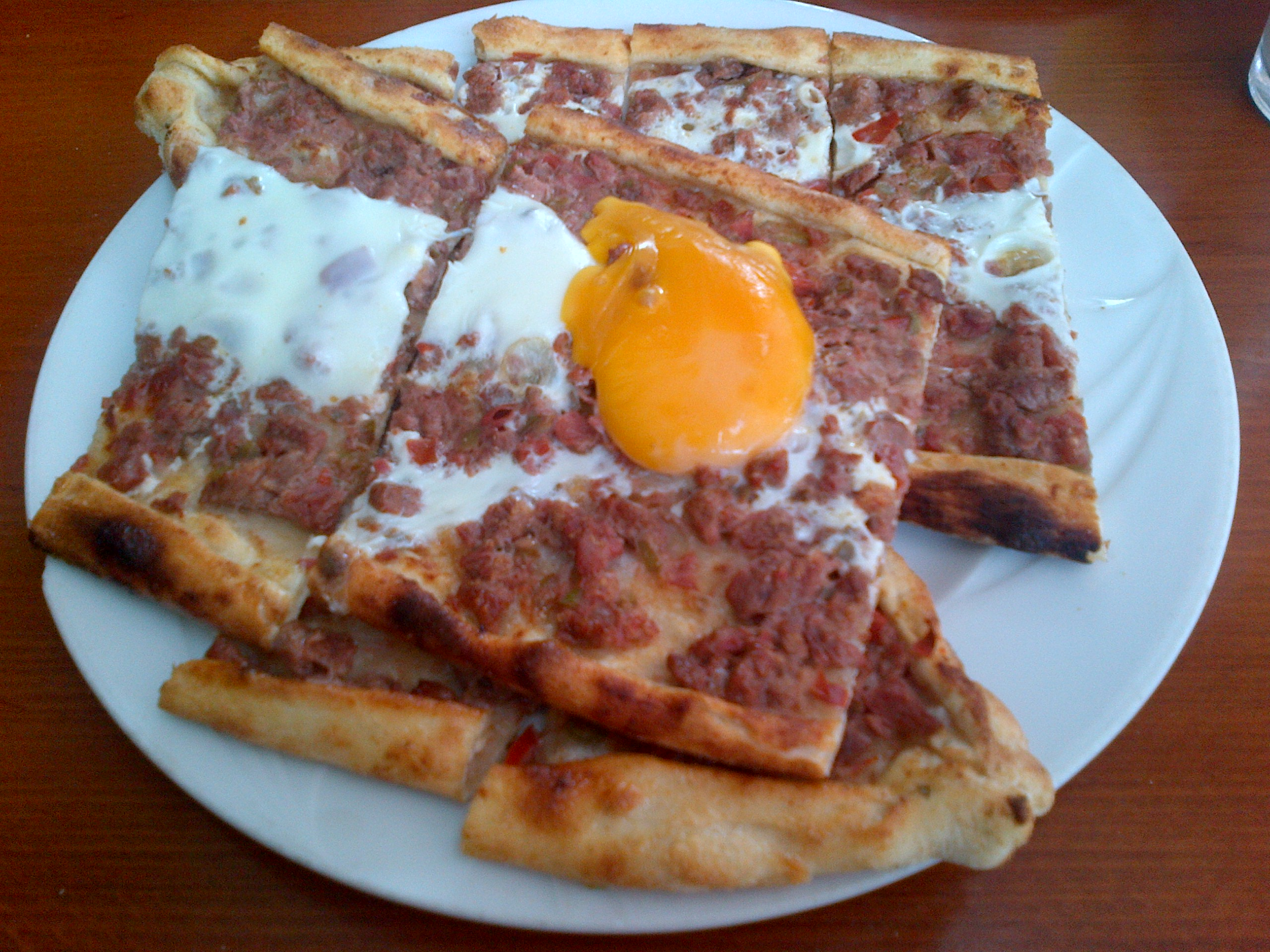
クシュバシュル・ユムルタル・ピデの例

クシュバシュル・ピデ（Kuşbaşılı Pide）は、角切り肉を乗せたイチリ・ピデ。

### エトリ・エキメッキ

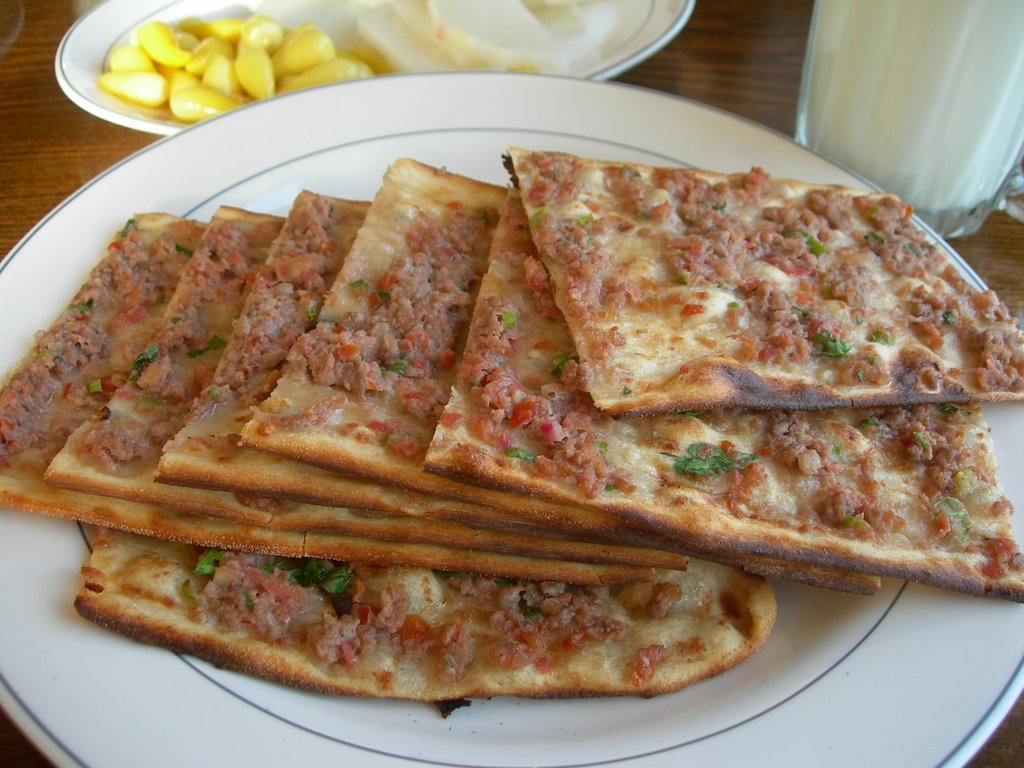
エトリ・エキメッキの例

エトリ・エキメッキ（Etli ekmek）は、コンヤの名物イチリ・ピデである。
「エトリ」は「肉入り」の意で、「エキメッキ」は「パン」の意。
薄く成形されたパン生地が特徴であり、店によっては1メートル以上の長さのものを一気に焼き上げて提供することもある。

### サフランボル・ピデ
サフランボル・ピデ（Safranbolu Pide）は、サフランボルの名物イチリ・ピデである。サフランボル・ブクメスィ（Safranbolu Bükmesi）とも呼ばれる。
具材をパン生地で包んで焼き上げるのが特徴であり、見た目はイタリア料理のカルツォーネに似る。
具材には、挽肉、タマネギ、パセリも使われるが、どちらかと言えば、主役はホウレンソウである。